# Kukułka karłowata
Kukułka karłowata (Nannococcyx psix) – gatunek wymarłego ptaka z rodziny kukułkowatych (Cuculidae). Występował endemicznie na Wyspie Świętej Heleny. Znany jedynie z jednej subfosylnej kości ramiennej.
Po raz pierwszy gatunek opisał Storrs L. Olson w 1975. Holotyp stanowiła niekompletna prawa kość ramienna znaleziona w Prosperous Bay Valley w 1970 na Wyspie Świętej Heleny. Jak na kukułkę jest ona stosunkowo mała; mniejsza od wszystkich przebadanych kości ramieniowych u Chrysococcyx. Nazwa rodzajowa Nannococcyx pochodzi od greckich słów nannos (karzeł) i oraz coccyx (kukułka). Epitet gatunkowy psix oznacza z greki „okruchy” i odnosi się do niewielkiej ilości zebranego materiału. Znaleziona kość ramienna nie uległa jeszcze fosylizacji. Możliwe, że kukułki karłowate były większe, niż można ocenić po wielkości kości ramiennej, gdyż skrzydła uległy redukcji jak u np. dudka wielkiego (Upupa antaios). Najprawdopodobniej był to gatunek leśny, na co wskazywałby znikomy zapis kopalny. Wymarł raczej po 1502. Do wymarcia mogło przyczynić się wylesianie wyspy.